# Emiratiidae
De Emiratiidae zijn een familie van uitgestorven zee-egels (Echinoidea) uit de orde Phymosomatoida.

## Geslachten
- Allomma Pomel, 1883 †
- Colpotiara Pomel, 1883 †
- Emiratia Ali, 1990 †
- Loriolia Neumayr, 1881 †